# Rumunjska pravoslavna Crkva
Rumunjska pravoslavna Crkva (rum. Biserica Ortodoxă Română) je pomjesna autokefalna Crkva, nalazi se na 7. mjestu u diptihu pravoslavnih Crkava. Autokefalnost je proglašena 1872. godine, a potvrđena 1885. godine.
U Rumunjskoj je 86,7 % pravoslavaca, vjernika Rumunjske pravoslavne Crkve.

## Vanjske poveznice
- http://www.patriarhia.ro/ - službena stranica RPC